# Lise London
Lise London   (Montceau-les-Mines, 15 de febrer de 1916 - 13è districte de París, 31 de març de 2012), nascuda Élisabet Ricol, va ser un activista i política comunista francesa. Va participar en les Brigades Internacionals durant la Guerra Civil espanyola i a la resistència francesa durant la Segona Guerra Mundial. Va ser vídua d'Artur London, un polític comunista txecoslovac i acusat al Procés de Slánský. Després del judici farsa i del empresonament del seu marit, es va convertir en una forta crítica a Stalin i l'estalinisme.

## Biografia
Élizabeth Ricol va néixer a Montceau-les-Mines (França) el 1916, filla de pares inmigrants espanyols pobres. El seu pare era un miner amb silicosi i un activista comunista. Als quinze anys, London es va convertir en membre del Partit Comunista Francès. Élizabeth Ricol es va casar per primera vegada amb Auguste Delaune. El 1934 va ser enviada pel Partit Comunista Francès a Moscou, a la Unió Soviètica, on va conèixer primer i després es va casar amb el seu segon marit, Artur London el 1935. La parella es va traslladar a Espanya i es va unir a les brigades internacionals en esclatar la guerra civil espanyola el 1936. En una entrevista de 2011 a El País, London va descriure la seva participació amb la brigada internacional com el «millor moment de la seva vida», dient: «Els espanyols sempre estan en els meus records. Em recorden constantment a les brigades, als meus vells amics; somio amb ells. Espanya era un ideal, el nostre ideal més estimat, i continua sent un ideal vàlid».
Lise i Artur es van traslladar a París el 1939 després del final de la Guerra Civil espanyola i de l'establiment de l'Espanya franquista. L'Alemanya nazi aviat va envair i va ocupar França el 1940. Tots dos es van unir a la resistència francesa.
Capitana dels franctiradors i partisans (FTP), va dirigir una acció el 1r d'agost de 1942, una «manifestació de mestresses de la llar» en una botiga a la cantonada de la rue Daguerre i de l'avinguda d'Orléans, on arenga a la multitud, abans d'assolir escapar quan arriba la policia. És sobrenomenada pels alemanys i la policia francesa, que la busquen «La mégère de la rue Daguerre» (La verdulaire del carrer Daguerre), mentre que per a Ràdio Londres i La Voix de la Russie es converteix en «L'heroïna del carrer Daguerre». Va ser arrestada l'agost de 1942 mentre prenia la paraula en un míting contra els ocupants nazi, empresonada i jutjada per les autoritats de Vichy, després lliurada l'any següent als alemanys i deportada al camp de concentració de Ravensbrück, i després a Buchenwald, on va romandre fins al final de la guerra. El 1944 va conèixer Louise Aslanian, amb qui es va fer amiga.
Lise London es va traslladar a Txecoslovàquia amb el seu marit després de la Segona Guerra Mundial. Artur London es va unir al nou govern comunista txecoslovac com a viceministre d'exteriors. No obstant això, el seu marit va caure en desgràcia davant les autoritats i Stalin, i va ser condemnat a cadena perpètua durant el procés de Slánský el 1952. Va ser alliberat el 1956 després de la mort de Stalin i la parella va tornar a París. Posteriorment, Artur London publicaria una obra de teatre sobre el seu judici, La confessió, que es va publicar el 1968. Artur London va morir el 1986.
Lise London es va convertir en escriptora i autora, especialment centrada en les experiències del seu marit durant la dècada del 1950. Els seus llibres inclouen Mégère de la rue Daguerre, publicat el 1995. Roja primavera (1996) va ser el primer dels dos volums de memòries en què, amb el títol comú de La madeja del tiempo, Lise London va narrar la seva vida, la d'Artur London, i la d'una generació que va lliurar la seva vida en nom d'un ideal que, com Saturn, va acabar en molts casos devorant els seus fills. El segon volum, Memòria de la Resistència (1997), recull el període que va des de la derrota de la República espanyola fins al retorn dels camps de concentració nazis.
El març del 2000 va participar al congrés del Partit Comunista Francès a Martigues.
Jean Ferrat la va citar en la seva cançó Li bilan, i Simone Signoret la va representar a La confessió (1970), la pel·lícula de Costa-Gavras basada en les memòries d'Artur London.
En una entrevista del 2011 a El País, London va revelar que havia «trencat el meu carnet de membre» i que havia deixat el Partit Comunista Francès, tot i que seguia sent partidària del comunisme.
Lise London va morir el 31 de març de 2012 a París a l'edat de 96 anys.

## Condecoracions i honors
- Va rebre el títol d'oficial de la Legió d'Honor.
- La plaça Lise-et-Artur-London, inaugurada el 2017 a París, ret homenatge a ella i al seu marit.